# Sylvester Walch

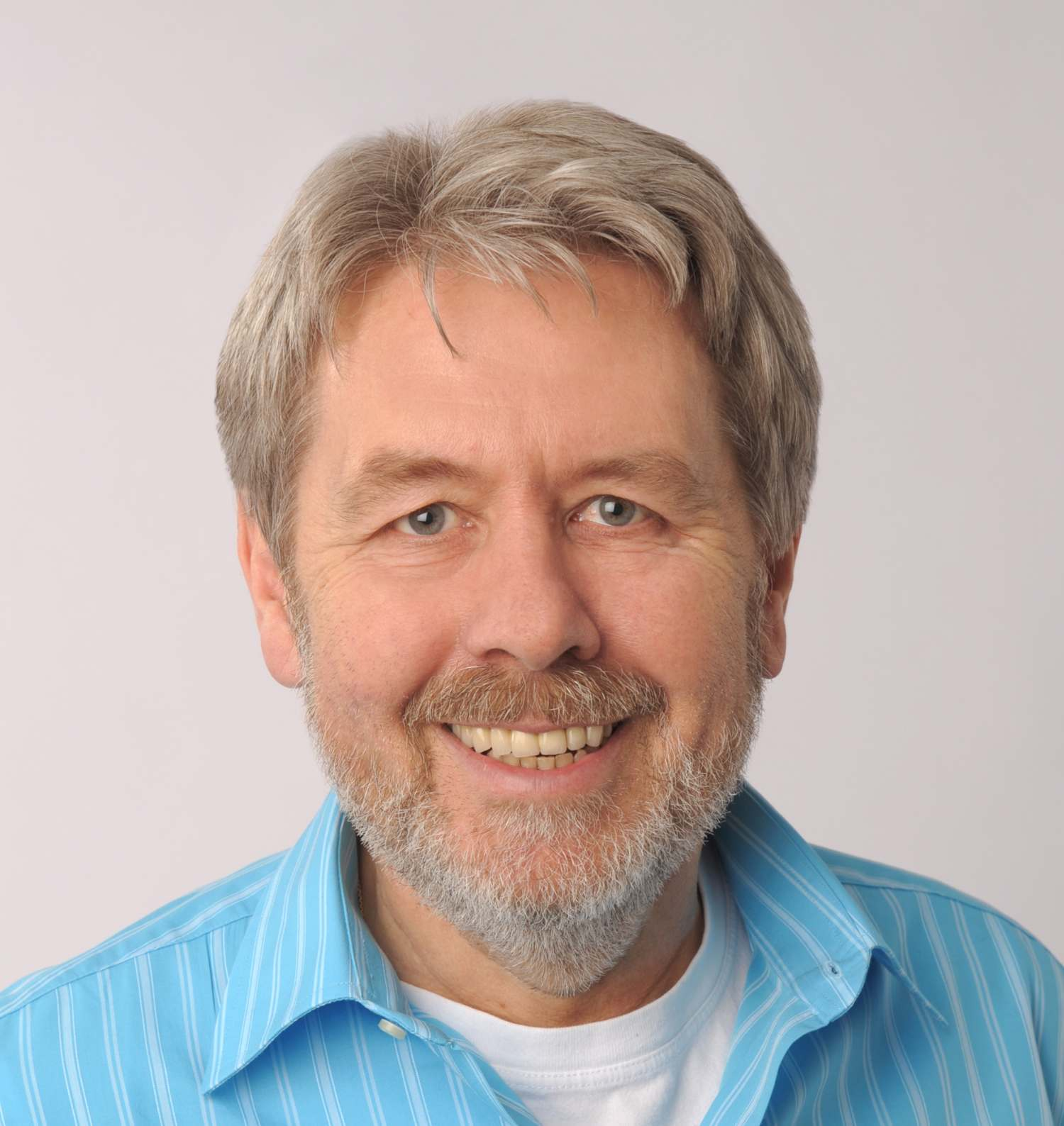
Sylvester Walch (2009)

Sylvester Walter Walch (* 10. Mai 1950 in Berchtesgaden) ist ein deutscher Autor und Psychotherapeut.

## Leben
Sylvester Walch studierte in einem Studium irregulare Psychologie, Psychopathologie und Philosophie an der Universität Salzburg und wurde dort 1979 zum Dr. phil. promoviert. Zudem war er von 1974 bis 1976 an einer Erziehungsberatungsstelle der Universität Salzburg tätig und erwarb 1979 den Zusatztitel Klinischer Psychologe (BDP und BÖP). Nach 1976 ging er bis 1981 einer freiberuflichen psychotherapeutischen und supervisorischen Tätigkeit in Salzburg nach. Von 1981 bis 1987 war er in leitenden Positionen an Krankenhäusern in Feldkirch und Bolsterlang tätig.
Seit 1987 arbeitete Walch u. a. als Supervisor, Ausbilder für Psychotherapie und holotropes Atmen, transpersonale Psychologie und transpersonale Psychotherapie sowie als Berater für psychotherapeutische Kliniken in freier Praxis in Oberstdorf. 1999 erlangte er seine Approbation zum psychologischen Psychotherapeuten und wurde am 17. März desselben Jahres in die beim österreichischen Gesundheitsministerium geführte „Psychotherapeutenliste“ eingetragen. Sylvester Walch wurde 1999 zum Ehrenvorsitzenden des Österreichischen Arbeitskreises für transpersonale Psychologie und Psychotherapie (ÖATP, jetzt IHTP) ernannt.
Im Jahr 2000 wurde er Lehrbeauftragter an der Donau-Universität Krems in Kooperation mit dem Österreichischen Arbeitskreis für Gruppentherapie und Gruppendynamik (ÖAGG).
An der Universität Innsbruck hielt er 2006 eine Vorlesung im Rahmen des UNESCO-Lehrstuhls für „Peace Studies“ (UNESCO-Chair for Peace Studies). und war danach, von 2009 bis 2016, als Universitätslektor (core facilitator) an der Universität Innsbruck tätig.  Darüber hinaus ist er Mitglied im Herausgeberkomitee „Elicitiva – Friedensforschung und Humanistische Psychologie“. Walch ist außerdem Dozent im Fachbereich Psychologiewissenschaften an der Sigmund Freud Privatuniversität Wien. Zusätzlich hält er regelmäßig Vorträge zum Themenbereich Transpersonale Psychotherapie an den Sigmund Freud Privatuniversitäten Wien und Berlin.
Walch verfasste Beiträge für Fachzeitschriften wie Gestalttherapie und Existenzananlyse und veröffentlichte mehrere Sachbücher.
In weiteren wissenschaftlichen Arbeiten zeigt er u. a. auf, wie Spiritualität und Psychotherapie in Verbindung stehen und sich ergänzen können. Laut der Zeitschrift für Transpersonale Psychologie und Psychotherapie wird sein Buch Dimensionen der menschlichen Seele als „Grundlagenwerk“ der transpersonalen Psychologie und Psychotherapie eingeschätzt. Walch stellte darin in Anlehnung an Stanislav Grof ein spezifisches Konzept vor und lieferte eine Einführung in die Technik des holotropen Atmens und die Arbeit mit veränderten Bewusstseinszuständen.

## Bibliografie

### Sachbücher
- Subjekt, Realität und Realitätsbewältigung. (Zuvor als Dissertation) Minerva, 1981, ISBN 3-597-10307-3.
- Dimensionen der menschlichen Seele. Walter, Düsseldorf–Zürich 2002; Neuausgaben: Patmos, Düsseldorf 2007, 2009; Patmos, Ostfildern 2012, ISBN 978-3-8436-0246-4.
- Vom Ego zum Selbst. Grundlagen eines spirituellen Menschenbildes. Barth, München 2011, ISBN 978-3-426-29192-4.
- Die ganze Fülle deines Lebens. Ein spiritueller Begleiter zu den Kräften der Seele. Fischer & Gann, Munderfing 2016, ISBN 978-3-903072-31-2.
- Was im Leben wirklich wichtig ist. Impulse und Gedanken. Aumayer, Munderfing 2023, ISBN 978-3-902923-81-3.
- Wege zum Wesentlichen. Erweitertes Bewusstsein und holotropes Atmen. Patmos, Ostfildern 2024, ISBN 978-3-8436-1354-5.

### Artikel (Auswahl)
- Transpersonale Psychologie und Holotropes Atmen. In: Sammelband der Internationalen Psychotherapietagung. Fachsektion für Integrative Gestalttherapie des österreichischen Arbeitskreises für Gruppendynamik und Gruppentherapie. Christine Gollner, Liselotte Nausner, Roland Bösel (Hrsg.), Edition Praesens, Wien 1996.
- Spiritualität und Psychotherapie. Erfahrungen und Einsichten auf dem Wege zur Integration. In: Dieter Seefeldt (Hrsg.): Spiritualität und Psychotherapie. Pabst, Lengerich 2001.
- Holotropes Atmen zwischen Therapie und Spiritualität. In: Joachim Galuska, Albert Pietzko (Hrsg.): Psychotherapie und Bewusstsein. Kamphausen Verlag, Bielefeld 2005.
- mit Reinhard Lasser: Transpersonale Ansätze. In: Gerhard Stumm (Hrsg.): Psychotherapie. Schulen und Methoden. 3. vollst. überarbeitete Aufl., Falter, Wien 2011, ISBN 978-3-85439-448-8, S. 277–278.
- Wege zur Ganzheit. In: Hilarion G. Petzold, Ilse Orth, Johanna Sieper (Hrsg.): Gewissensarbeit, Weisheitstherapie, Geistiges Leben. Werte und Themen moderner Psychotherapie. Krammer, Wien 2011, ISBN 978-3-901811-54-8.
- Seelische Integration, transpersonale Transformation und spiritueller Weg. Wege zur Ganzheit. In: Existenzanalyse. 28. Jg., Nr. 2/2011, Wien 2011, S. 46–55.
- Prinzipien einer transpersonal-spirituellen Lebensweise. In: Khorassani-Michels (Hrsg.): Spuren des Lebens. Ibera, Wien 2012, ISBN 978-3-85052-307-3, S. 13–29.
- Die Weisheit der Seele. Teil 1 in: Zukunftsblick. Nr. 4/2012, S. 156–159. Teil 2 in: Zukunftsblick. Nr. 5/2012, S. 154–157. Teil 3 in Zukunftsblick. Nr. 6/2012.